# 克林根明斯特
克林根明斯特是德国莱茵兰-普法尔茨州的一个市镇。总面积10.72平方公里，总人口2450人，其中男性1342人，女性1108人（2011年12月31日），人口密度229人/平方公里。